# Comamonas jiangduensis
Comamonas jiangduensis es una bacteria gramnegativa del género Comamonas. Fue descrita en el año 2013. Su etimología hace referencia a Jiangdu, distrito de China. Es aerobia y móvil por múltiples flagelos polares. Tiene un tamaño de 0,3-0,4 μm de ancho por 1,2-1,5 μm de largo. Catalasa y oxidasa positivas. Forma colonias circulares, convexas y de color amarillo pálido en agar TSA tras 2 días de incubación. Temperatura óptima de crecimiento de 37 °C. Se ha aislado del suelo agrícola en China. 